# Évêché titulaire de Simidicca
Simidicca (latin : Simidiccensis) est un ancien diocèse de l'Église catholique en Tunisie. Il est restauré depuis 1933 comme siège titulaire, pour un évêque chargé d'une autre mission que la conduite d’un diocèse contemporain.
L'actuel titulaire est Rumen Stanew (pl), évêque auxiliaire de Sofia et Plovdiv (Bulgarie).

## Situation géographique
Ce diocèse était situé dans la région de Carthage, dans l'actuelle Tunisie. Il aurait été situé sur le site des ruines d'Henchir-Simidia.

## Liste des évêques contemporains titulaires de ce diocèse
| Début            | Fin             | Nat.                             | Nom                           | Fonction exercée                      |
| ---------------- | --------------- | -------------------------------- | ----------------------------- | ------------------------------------- |
| 21 octobre 1967  | 11 mars 1980    | États-Unis                       | John Charles Reiss (en)       | Évêque auxiliaire de Trenton          |
| 29 novembre 1980 | 18 mars 1982    | Zaïre                            | Joseph Kumuondala Mbimba (de) | Évêque auxiliaire de Bokungu-Ikela    |
| 26 août 1982     | 13 octobre 1992 | États-Unis                       | Edward Kmiec                  | Évêque auxiliaire de Trenton          |
| 21 avril 1997    | 13 mars 2001    | République démocratique du Congo | Cyprien Mbuka (pl)            | Évêque auxiliaire de Boma             |
| 15 octobre 2001  | 6 juillet 2005  | Slovaquie                        | Ludwig Schwarz (de)           | Évêque auxiliaire de Vienne           |
| 21 novembre 2005 | 7 décembre 2007 | France                           | Jean-Marie Le Vert            | Évêque auxiliaire de Meaux            |
| 11 avril 2008    | 11 février 2012 | France                           | Nicolas Brouwet               | Évêque auxiliaire de Nanterre         |
| 19 décembre 2013 | 8 août 2019     | France                           | Jean-Marc Aveline             | Évêque auxiliaire de Marseille        |
| 5 septembre 2020 |                 | Bulgarie                         | Rumen Stanew (pl)             | Évêque auxiliaire de Sofia et Plovdiv |